# Palla interposita
Palla interposita är en fjärilsart som beskrevs av James John Joicey och Talbot 1925. Palla interposita ingår i släktet Palla och familjen praktfjärilar. Inga underarter finns listade i Catalogue of Life.